# 와일드 (2016년 영화)
와일드(Sairat, Wild)는 인도에서 제작된 나그라지 만줄 감독의 2016년 멜로/로맨스 영화이다.

## 출연
- 린쿠 라즈구루
- 아카시 토사르
- 죠티 수브하시
- 나그라지 만줄